# Gero Camilo
Gero Camilo, egentligen Paulo Rogério da Silva, född 18 december 1970 i Fortaleza, Brasilien, är en brasiliansk skådespelare och dramaturg.

## Filmografi (i urval)
- 2001 - Abril Despedaçado
- 2002 - Cidade de Deus
- 2003 - Narradores de Javé